# لسبوس
لِسبوس یا لِسوُس (به یونانی: Λέσβος) که گاهی به نام موتیلنه (مرکز جزیره) نیز خوانده می‌شود، سومین جزیرهٔ یونان از لحاظ وسعت است که در دریای اژه واقع شده‌است.
موتیلنه، بر اساس تاریخ‌نگاران اخیر یونانی، در سدهٔ یازدهٔ پیش از میلاد مسیح و توسط خانوادهٔ پنتیلدائه، که خود اهل تسالی بودند، تأسیس شد.
اما بر اساس ایلیاد هومر، لسبوس بخشی از پادشاهی پریاموس (واقع در ترکیهٔ امروزی) بود.

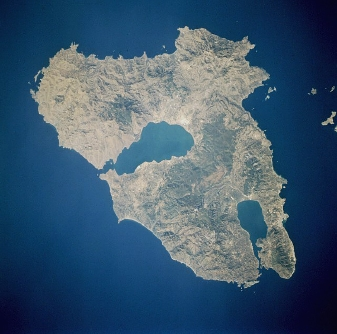
تصویر ماهواره‌ای از لسبوس، ۱۹۹۵